# .270 Weatherby Magnum
El .270 Weatherby Magnum es una cartucho propietario de la línea de munición Weatherby, siendo el primer cartucho weatherby magnum diseñado con el casquillo del .300 H&H Magnum, que desarrolló Roy Weatherby. Cuenta con la característica típcia de los casquillos weatherby; belted magnum de doble radio. El .270 Weatherby fue también el primero de la línea en ser utilizado en África, para abatir a un chacal, el 8 de junio de 1948.
Concebido como un cartucho de caza mayor, el .270 Weatherby Magnum es una excelente opción para la caza de cérvidos, cabras, carneros y antílopes de tamaño mediano en zonas de campo abierto y de montaña.

## Diseño
El desarrollo del .270 Weatherby Magnum dio lugar a la característica vaina Magnum con fundas de doble radio y cinturón, exclusiva de la línea de cartuchos Weatherby Magnum. En particular, el .270 Weatherby Mag es el resultado de una estrechura para alojar balas de calibre .277 y de la reducción de la vaina para adaptarla a una acción de longitud estándar.
El .270 Wby Mag se diseñó para ser usado en un mecanismo de longitud estándar a diferencia del casquillo del .300 H&H Mag, del cual fue originado, el cual requiere de un cajón de mecanismos de longitud de magnum largo.

## Performance
Dada su mayor presión y su caja más grande que contiene más pólvora que el .270 Winchester, el .270 Weatherby cuenta con un rendimiento de 200 pies/s más rápido con cualquier peso de bala en particular.
Ed Weatherby, hijo de Roy Weatherby, afirmó en su momento que el .270 Weatherby es su calibre favorito. Como él mismo dijo, no solo es un mejor prototipo para tiros largos, es también muy eficaz para la caza de ciervos y antílopes.
El rendimiento del .270 Weatherby Magnum, es comparable a la del .270 Winchester Short Magnum, lanzado al merado en el 2001 para ser usado en un mecanismo de longitud corta. Si bien el Weatherby tiene una ligera ventaja sobre el Winchester Short Magnum, para efectos cinegéticos es prácticamente imperceptible. El 6.8 Western, lanzado al mercado en el 2021, es cargado con proyectiles de entre 170 y 185 granos, que tienen coeficientes balísticos más altos que el del .270 Wby Mag, sin embargo la mayor velocidad del weatherby le confiere una trayectoria más plana y menor tiempo de vuelo que reduce también el efecto de la desviación por vientos cruzados.